# Simplicia buchananii
Simplicia buchananii är en gräsart som först beskrevs av Victor Dmitrievich Zotov, och fick sitt nu gällande namn av Victor Dmitrievich Zotov. Simplicia buchananii ingår i släktet Simplicia och familjen gräs. Inga underarter finns listade i Catalogue of Life.